# 閣僚評議会議長 (ボスニア・ヘルツェゴビナ)
閣僚評議会議長（かくりょうひょうぎかいぎちょう、ボスニア語・クロアチア語: Predsjedavajući Vijeća ministara Bosne i Hercegovine、セルビア語: Предсједавајући Савјета министара Босне и Херцеговине） は、ボスニア・ヘルツェゴビナの行政府の長。なお、大統領評議会や上級代表に強大な職責が与えられているため、議長の権限は極めて限定的である。現在の議長はボリャナ・クリシュトである。

## 概要
大臣は、民族および団体の代表規則に従って多数党によって、大統領評議会が推薦し、議会下院が任命する。一方、副大臣は大臣と同じ民族でないことを条件に閣僚評議会議長が推薦し、議会下院が任命する。議長は議会及び大統領評議会に対し、責任を負わなければならない。議長が不在の場合は議事規則に従い、副議長が議長の代理を行う。

### 権限
- 閣僚評議会の活動の調整。
- 閣僚評議会と各省庁との間の連携の確保。
- 閣僚評議会の会合を招集及び主宰。
- 閣僚評議会の最終決定権。
- 欧州理事会との連絡。

## 歴代閣僚評議会議長一覧

### 閣僚評議会共同議長（1997年-2000年）
| 代 | 氏名                           | 画像 | 着任         | 離任         | 民族           | 備考 |
| -- | ------------------------------ | ---- | ------------ | ------------ | -------------- | ---- |
| 1  | ハリス・シライジッチ           |      | 1997年1月3日 | 1999年2月3日 | ボシュニャク人 |      |
| 1  | ボロ・ボシッチ                 |      | 1997年1月3日 | 1999年2月3日 | セルビア人     |      |
| 2  | ハリス・シライジッチ           |      | 1999年2月3日 | 2000年6月6日 | ボシュニャク人 |      |
| 2  | スヴェトザル・ミハイロヴィッチ |      | 1999年2月3日 | 2000年6月6日 | セルビア人     |      |

### 閣僚評議会議長（2000年-現在）
| 代 | 氏名                         | 画像 | 着任           | 離任           | 民族           | 備考             |
| -- | ---------------------------- | ---- | -------------- | -------------- | -------------- | ---------------- |
| 3  | スパソイェ・トゥシェヴリャク |      | 2000年6月6日   | 2000年10月18日 | セルビア人     |                  |
| 4  | マルティン・ラグジュ         |      | 2000年10月18日 | 2001年2月22日  | クロアチア人   |                  |
| 5  | ボジダル・マティッチ         |      | 2001年2月22日  | 2001年7月18日  | クロアチア人   |                  |
| 6  | ズラトコ・ラグムジヤ         |      | 2001年7月18日  | 2002年3月15日  | ボシュニャク人 |                  |
| 7  | ドラガン・ミケレビッチ       |      | 2002年3月15日  | 2002年12月23日 | セルビア人     |                  |
| 8  | アドナン・テルジッチ         |      | 2002年12月23日 | 2007年1月11日  | ボシュニャク人 |                  |
| 9  | ニコラ・シュピリッチ         |      | 2007年1月11日  | 2012年1月12日  | セルビア人     |                  |
| 10 | ヴィエコスラヴ・ベヴァンダ   |      | 2012年1月12日  | 2015年3月31日  | クロアチア人   |                  |
| 11 | デニス・ズヴィズディッチ     |      | 2015年3月31日  | 2019年12月23日 | ボシュニャク人 |                  |
| 12 | ゾラン・テゲルティヤ         |      | 2019年12月23日 | 2023年1月25日  | セルビア人     |                  |
| 13 | ボリャナ・クリシュト         |      | 2023年1月25日  | （現職）       | クロアチア人   | 同国初の女性議長 |